# 光文書院
株式会社光文書院（こうぶんしょいん、英語: KOBUNSHOIN PUBLISHING CO., LTD.）は、東京都千代田区に本社を置く出版社である。事業内容は、小学校用教科書・副読本、小学校用図書教材、教育書、小学校用教材・教具の開発・出版である。